# 15037 Chassagne
15037 Chassagne este un asteroid din centura principală de asteroizi.

## Descriere
15037 Chassagne este un asteroid din centura principală de asteroizi. A fost descoperit pe 22 noiembrie 1998 la Village-Neuf de Observatorul din Village-Neuf. Asteroidul prezintă o orbită caracterizată de o semiaxă mare de 3,02 ua, o excentricitate de 0,06 și o înclinație de 10,1° în raport cu ecliptica.